# Pádua Kálmán
Pádua Kálmán (Budapest, 1885. június 23. – Budapest, 1958. november 21.) magyar festő, grafikus, Pádua Ildikó színművész apja.

## Élete
Szülővárosában és Münchenben végzett művészeti tanulmányokat. Főleg tájképek és enteriőrök készítésével foglalkozott. 1924-ben gyűjteményes kiállítása volt a Nemzeti Szalonban.
Egy lánya született, Pádua Ildikó színművész, akitől unokái is származtak.
1958. november 21-én hunyt el Budapest-en, és földi maradványait a Rákoskeresztúri új köztemetőben november 27-én helyezték örök nyugalomra. Özvegye 1971. június 16-án 76 évesen halt meg.